# 国际数学联盟
国际数学联盟（英語：International Mathematical Union，简称IMU），又被翻译为国际数学联合会，是是一個致力於世界數學領域國際合作的国际性的非政府、非盈利性组织。目的是促进国际间的数学交流与合作。它是國際科學理事會（ISC）的成員，並支持國際數學家大會（ICM）。 其成員為來自80多個國家的國家數學組織。
國際數學聯盟的目標是：促進數學領域的國際合作，支持和協助國際數學家大會和其他國際科學會議/大會，透過頒發科學獎項來表彰對數學的傑出研究貢獻，鼓勵和支持其他國際數學家大會。

## 歷史
IMU成立於1920年，但於1932年9月暫時解散，並於1950年在紐約舉行的一次製憲會議上實質上重新成立，並於1951年9月10日在10個國家加入時合法地重新成立。 1952年3月在義大利羅馬召開的會員大會上，新一屆IMU的活動拉開了序幕，選舉產生了第一屆執行委員會、主席和各委員會。 1952年，重新加入國際科學聯盟理事會（ICSU，現為國際科學理事會）。
2010年8月在印度班加羅爾舉行的第16屆IMU大會上，選定德國柏林作為IMU常設辦事處所在地，並於2011年1月1日，萊布尼茨學會在維爾斯特拉斯研究所內開幕（ WIAS），聯合國的一個研究機構。 該研究所約有 120 名科學家進行數學研究，應用於複雜的工業和商業問題。。

## 委員會
国际数学联盟透過其國際數學教學委員會 (ICMI) 與數學教育有著密切的關係。 該委員會的組織方式與 IMU 類似，有自己的執行委員會和大會。
發展中國家是国际数学联盟的高度優先事項，其預算的很大一部分（包括從個人、數學協會、基金會和資助機構收到的補助金）用於發展中國家的活動。 自 2011 年以來，這項工作一直由發展中國家委員會 (Commission for Developing Countries, CDC) （页面存档备份，存于）負責協調。
數學界女性委員會(Committee for Women in Mathematics, CWM) （页面存档备份，存于）關注與全世界數學界女性相關的問題。 它組織了世界女性數學會議(World Meeting for Women in Mathematics {\textstyle ((\mathrm {WM} )^{2})} （页面存档备份，存于） 作為国际数学联盟的衛星活動。
國際數學史委員會 (ICHM) 由 IMU 和國際科學歷史與科學哲學聯盟 (IUHPS) 科學史部 (DHS) 共同運作。
電子資訊與通訊委員會 (CEIC) 就有關數學資訊、通訊和出版的事宜向 IMU 提供建議。

## 獎
IMU 在四年一度的國際數學家大會 (ICM) 上頒發的科學獎項被認為是數學界的最高榮譽之一。 這些是：
- 菲爾茲獎（自1936年起，每次頒發兩到四枚）；
- IMU珠算獎章（IMU Abacus Medal）（以前稱為内万林纳奖(Rolf Nevanlinna獎)；自 1986年頒發）；
- 卡爾·弗里德里希·高斯獎（自2006年起）；
- 陳省身獎章（Chern Medal, 自2010年起）； 和
- Leelavati獎（英语：Leelavati Award）（自2010年起）。[6]

## 會員資格和大會
IMU 的成員是成員國，每個成員國都透過一個附屬組織來代表，該組織可以是其主要學院、數學學會、研究理事會或其他一些機構或機構協會，或其政府的適當機構。 一個開始發展數學文化並有興趣與世界各地數學家建立聯繫的國家被邀請作為準會員加入 IMU。 為了促進共同主辦的活動並共同追求 IMU 的目標，跨國數學學會和專業學會可以作為附屬會員加入 IMU。 每四年，IMU 成員都會召開一次大會 (GA)，大會由加入組織任命的代表以及執行委員會的成員組成。 所有重要決定均在大會上做出，包括選舉官員、設立委員會、批准預算以及對章程和細則的任何修改。